# 達利山
81°6′S 160°10′E / 81.100°S 160.167°E
達利山（英語：Darley Hills）是南極洲的山脈，位於羅斯冰架，全長40公里，處於道格拉斯角和帕爾角之間，該山脈以製圖師命名，現時由南極條約體系管理。